# Enfermedad pulmonar restrictiva
Las enfermedades pulmonares restrictivas son una categoría de enfermedades respiratorias extrapulmonares, pleurales o parenquimatosas que restringen la expansión pulmonar, provocando una disminución del volumen pulmonar, un aumento del trabajo de la respiración y una ventilación y/o oxigenación inadecuadas. Las pruebas de función pulmonar muestran una disminución de la capacidad vital forzada.

## Presentación
Debido a la naturaleza crónica de esta enfermedad, el síntoma principal de la enfermedad pulmonar restrictiva es la disnea progresiva al esfuerzo. En casos agudos o crónicos, la dificultad respiratoria, la tos y la insuficiencia respiratoria son algunos de los signos más comunes.

## Causas
Las enfermedades pulmonares restrictivas pueden deberse a causas específicas que pueden ser intrínsecas al parénquima del pulmón o extrínsecas a este.

### Intrínsecas
- Neumoconiosis causada por la exposición prolongada a polvos, especialmente en la minería. Por ejemplo, la asbestosis.
- Fibrosis por radiación, generalmente por la radiación administrada para el tratamiento del cáncer.
- Ciertos medicamentos como amiodarona, bleomicina y metotrexato.
- Como consecuencia de otra enfermedad, como la artritis reumatoide.
- Neumonitis por hipersensibilidad debido a una reacción alérgica a partículas inhaladas.
- Síndrome de dificultad respiratoria aguda (SDRA), una afección pulmonar grave que ocurre en respuesta a una enfermedad crítica o lesión.
- Síndrome de dificultad respiratoria neonatal debido a una deficiencia de surfactante en los pulmones de un bebé nacido prematuramente.
- Tuberculosis.[4]

Muchos casos de enfermedad pulmonar restrictiva son idiopáticos (sin causa conocida). Aun así, generalmente hay fibrosis pulmonar. Ejemplos incluyen:
- Fibrosis pulmonar idiopática.
- Neumonía intersticial idiopática, de la cual hay varios tipos.
- Sarcoidosis.
- Neumonía eosinofílica.
- Linfangioleiomiomatosis.
- Histiocitosis de células de Langerhans pulmonar.
- Proteinosis alveolar pulmonar.

Las afecciones que afectan específicamente el intersticio se denominan enfermedades pulmonares intersticiales.

### Extrínsecas
- Enfermedades no musculares del tórax superior, como cifosis, pectus carinatum y pectus excavatum.[6]
- Enfermedades que restringen el volumen torácico/abdominal inferior (por ejemplo, obesidad, hernia diafragmática o la presencia de ascitis).[6]
- Engrosamiento pleural.

## Fisiopatología
En la función respiratoria normal, el aire fluye a través de las vías respiratorias superiores, desciende por los bronquios y llega al parénquima pulmonar (desde los bronquiolos hasta los alvéolos), donde ocurre el intercambio gaseoso de dióxido de carbono y oxígeno. Durante la inspiración, los pulmones se expanden para permitir la entrada de aire, aumentando así el volumen total. Tras la inspiración sigue la espiración, durante la cual los pulmones retroceden y expulsan el aire fuera de la vía pulmonar. La distensibilidad pulmonar es la diferencia de volumen entre la inspiración y la espiración.
La enfermedad pulmonar restrictiva se caracteriza por volúmenes pulmonares reducidos y, por lo tanto, una menor distensibilidad pulmonar, ya sea por una razón intrínseca, como un cambio en el parénquima pulmonar, o por una razón extrínseca, como enfermedades de la pared torácica, la pleura o los músculos respiratorios. Generalmente, las causas intrínsecas provienen de enfermedades del parénquima pulmonar que causan inflamación o cicatrización del tejido pulmonar, como la enfermedad pulmonar intersticial o la fibrosis pulmonar, o por tener los espacios aéreos alveolares llenos de material externo, como desechos o exudado en la neumonitis. A medida que algunas enfermedades del parénquima pulmonar progresan, el tejido pulmonar normal puede ser reemplazado gradualmente por tejido cicatricial intercalado con bolsas de aire. Esto puede dar a partes del pulmón una apariencia similar a un panal de abeja. Las causas extrínsecas resultan en restricción pulmonar, función ventilatoria alterada e incluso insuficiencia respiratoria debido a las enfermedades que afectan la capacidad de los pulmones para cambiar los volúmenes pulmonares durante la respiración, por las enfermedades de los sistemas mencionados anteriormente.

## Diagnóstico
En la enfermedad pulmonar restrictiva, tanto el volumen espiratorio forzado en un segundo (VEF1) como la capacidad vital forzada (CVF) están reducidos; sin embargo, la disminución de la CVF es mayor que la del VEF1, resultando en una relación VEF1/CVF superior al 80%. En la síndrome obstructivo, sin embargo, la relación VEF1/CVF es inferior a 0,7, lo que indica que el VEF1 está significativamente reducido en comparación con el volumen total espirado. Esto indica que la CVF también está reducida, pero no en la misma proporción que el VEF1.
Una definición requiere una capacidad pulmonar total que sea del 80% o menos del valor esperado.

## Tratamiento
El tratamiento médico para la enfermedad pulmonar restrictiva suele limitarse a cuidados de apoyo, ya que tanto las causas intrínsecas como extrínsecas pueden tener efectos irreversibles en la distensibilidad pulmonar. Las terapias de apoyo se centran en maximizar la función pulmonar y preservar la tolerancia a la actividad mediante oxigenoterapia, broncodilatadores, agonistas beta-adrenérgicos inhalados y diuréticos. Dado que no existe un tratamiento efectivo para la enfermedad pulmonar restrictiva, la prevención es clave.